# Vicente de Larraín y Aguirre
Vicente de Larraín y Aguirre (Santiago, 1805 - Santiago, 1882), fue un aristócrata y político liberal chileno del siglo XIX, miembro del "Clan de los Ochocientos" y de la Casa Marquesal de Montepío.

## Biografía

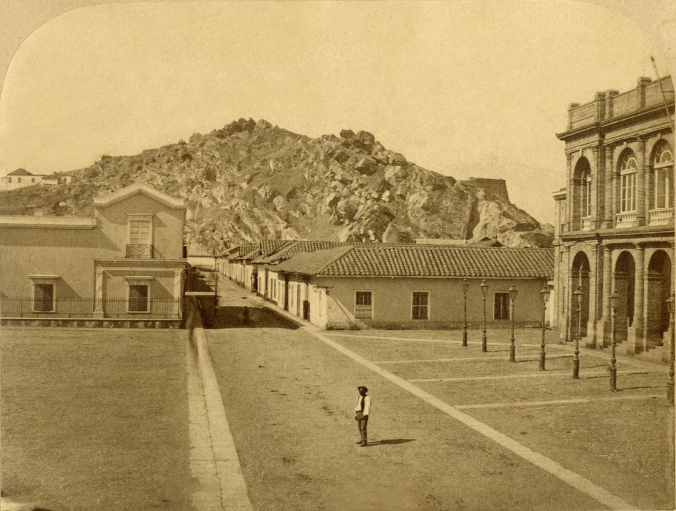
Foto del año 1860 que muestra la casa de la familia Larraín y Vicuña en la esquina sur-oriente de la plaza del Teatro Municipal de Santiago. Su portal de acceso daba a la calle Agustinas, tenía tres patios que daban a la calle Moneda y contaba con uno de los más suntuosos mobiliarios de la ciudad.

Perteneció al célebre "Clan de los Ochocientos", de destacada e influyente participación en el proceso emancipador de Chile. Nació en Santiago y fue bautizado en la parroquia de Santa Ana el 3 de enero de 1805 con los nombres de Vicente Inocente de los Dolores, como hijo legítimo de Martín José de Larraín y Salas, jefe de dicho clan y senador de la República de Chile, y de Josefa de Aguirre y Boza Andía-Irarrázabal, IV marquesa de Montepío y señora del Mayorazgo Aguirre, padres además de otros 23 hijos, lo que los convierte en uno de los matrimonios más prolíficos de la historia de Chile -sino el más-, sólo alcanzado por la familia Portales y Palazuelos, con 22 vástagos.
Fue hermano de Bruno de Larraín y Aguirre, político liberal y Diputado de la República de Chile y del Alférez Juan de Dios de Larraín y Aguirre, héroe de la batalla de Cancha Rayada, sobrino de Fray Joaquín de Larraín y Salas, hermano de su padre y presidente del Primer Congreso Nacional de Chile, y del Joaquín Fermín de Aguirre y Boza Andía-Irarrázabal, III marqués de Montepío y señor del mayorazgo Aguirre en Santiago de Chile, coronel del regimiento de Caballería del "Príncipe" de Santiago de Chile y Alcalde de Santiago en 1803, hermano de su madre. Primo hermano del Manuel Vicuña y Larraín, primer arzobispo de Santiago de Chile y de Francisco Ramón Vicuña y Larraín, presidente de la República de Chile en 1829.
Fue miembro activo del Partido Liberal, y como tal, férreo opositor al gobierno de Manuel Montt. Junto con su primo Benjamín Vicuña Mackenna, José Miguel Carrera Fontecilla y otros políticos de la época, fue un activo propulsor del Motín de Urriola, que originó la Revolución de 1851, a consecuencia de lo cual fue perseguido y exiliado por el Gobierno de Montt. También fue miembro y uno de los fundadores de la Sociedad de la Igualdad.
Fue dueño de una gran casona colonial de tres patios en la esquina sur-oriente de las actuales calles Agustinas y Tenderini, lugar que servía de punto de encuentro y asiduas reuniones políticas. La casa de la familia Larraín Vicuña "fue el centro más artístico y espiritual que hubo en Santiago", animado por la célebre belleza y talento de sus hijas Amalia, Lucrecia, Josefina, Virginia y Emilia, lo que atraía a todos los intelectuales santiaguinos y extranjeros de paso por la capital.
También fue propietario Vicente de la Hacienda "Quelén" en la Provincia de Choapa. Dueño también de las minas "Llamuco" y "Las Tazas" en Chalinga, cerca de la ciudad Salamanca en la IV Región, en conjunto con su hermano Bruno de Larraín y Aguirre. Falleció en su casa de Santiago en septiembre de 1882, habiendo otorgado testamento, y sus restos descansan, junto a los de su mujer, en el Cementerio General de Santiago.

## Familia y descendencia
Vicente de Larraín y Aguirre contrajo matrimonio en Santiago el 24 de febrero de 1832 con Mercedes de Vicuña y Alcalde, hija del Maestre de Campo Tomás José de Vicuña y Madariaga, regidor y alcalde de Santiago de Chile en 1807, que peleara heroicamente en la batalla de Maipú con el grado de Coronel del Ejército de Chile, y dueño de la hacienda de "Lo Vicuña" en Putaendo -en la que se ubica la Capilla de Lo Vicuña, monumento histórico de Chile-, y de María Teresa Alcalde y Bascuñán -hermana de Juan Agustín Alcalde y Bascuñán, IV Conde de Quinta Alegre-, ambos hijos de los Ilmos. Sres. Condes de Quinta Alegre. Fueron los legítimos progenitores de:
- 1. Adela Larraín y Vicuña,[11] nacida en 1833 y fallecida en la niñez.
- 2. Salustio Larraín y Vicuña,[11] nacido en 1834 y casado en 1875 con Amanda Muñoz y Plaza de los Reyes, con descendencia Larraín Muñoz, Larraín Prieto, Larraín Ibáñez, Larraín Tejeda, Larraín Amunátegui, Reyes Larraín, Feuerhake Larraín, Costa Larraín, etc.
- 3. Amalia Larraín y Vicuña,[11] nacida en 1835, destacada compositora musical y fundadora, junto a otras señoras santiaguinas, del Hospital del Salvador de Santiago en 1872, casada el mismo año con Diego Armstrong y Gana, abogado, Diputado de la República de Chile (1870-1888) y tío abuelo de Santa Teresa de Jesús de Los Andes, con sucesión Armstrong Larraín, Armstrong Fernández, Vicuña Armstrong, Godoy Vicuña, etc.
- 4. Lucrecia Larraín y Vicuña,[11] nacida en 1837, famosa señora de la sociedad santiaguina por su carácter y belleza, por tener un gran talento para la pintura -fue discípula aventajada de Monvoisin-, y por las grandes fiestas que daba en su palacio de la Alameda de Santiago. Contrajo primer matrimonio con Nibaldo Correa de Saa y Toro-Zambrano,[13] agricultor y terrateniente, dueño de la Hacienda "Callejones" en Graneros -hijuela de la antigua Hacienda de "La Compañía"-, e hijo de los Ilmos. Sres. Condes de la Conquista. Una vez viuda, Lucrecia casó con Valentín Guillermo Valdivieso y Cruzat. Del primer matrimonio hay sucesión Correa Larraín, Correa Barros, Correa Fernández, Correa Videla, Correa Gac, Correa Bezanilla, Rodríguez Correa, Lyon Correa, Tupper Correa, Ossa Correa, Correa Santa Cruz, Herrera Correa, Beaumont Herrera, Infante Correa, Vicuña Correa, Ovalle Correa, etc. Del segundo, Valdivieso Larraín, Varas Valdivieso, etc.
- 5. Pastor Larraín y Vicuña,[11] nacido en 1839 y fallecido soltero.
- 6. Ruperto Larraín y Vicuña,[11] nacido en 1841 y fallecido soltero.
- 7. Josefina Larraín y Vicuña,[11] nacida en 1843 y fallecida soltera.
- 8. Virginia Larraín y Vicuña,[11] nacida en 1845, casada con José Félix Echeverría y Valdés -el que era viudo de Inés Bello y Reyes, padres de la escritora Inés Echeverría Bello-, con descendencia Echeverría Larraín, Echeverría Muñoz, Echeverría Palma, Echeverría Yáñez, Castillo Echeverría, etc.
- 9. Emilia Larraín y Vicuña,[11] nacida en 1847, fallecida soltera y sepultada en la nave central de la iglesia de San Agustín en Santiago de Chile, donde se conserva su lápida de mármol.